# Občov
Občov település Csehországban, a Příbrami járásban. Občov Suchodol, Dubno és Dubenec településekkel határos. Lakosainak száma 212 fő (2024. január 1.).

## Népesség
A település lakosságának változását az alábbi diagram mutatja:
| Lakosok száma | 212  | 245  | 164  | 127  | 106  | 92   | 160  | 177  | 204  | 212  |
|               | 1869 | 1890 | 1921 | 1950 | 1980 | 2001 | 2017 | 2019 | 2022 | 2024 |